# 松平賴壽
松平賴壽（日语：〔〕／ Yorinaga Matsudaira，1874年12月10日—1944年10月13日），日本明治及昭和時期的華族（伯爵），第十、十一任貴族院議長。

## 生涯
松平賴壽是舊高松藩藩主松平賴聰第八子。在東京專門學校（今早稻田大學）修讀邦語法律科畢業，在明治四十一年（1908年）成為貴族院議員，期間不曾中斷任期（明治四十四年至大正三年，1911年－1914年）達30年。
昭和八年（1933年），他成為貴族院副議長，打破了擔任貴族院正副議長必須是公爵或侯爵的慣例，4年後因原貴族院議長近衛文麿就任內閣總理大臣而升為貴族院議長。他在任期中去世，追授勲一等旭日大綬章，戒名大觀院殿信蓮社格譽嶽源恭大居士。
| 松平賴壽        |                                                                                |                   |
| 貴族爵位和頭銜  |                                                                                |                   |
| 前任： 松平賴聰 | 高松松平家當主 1903年10月17日－1944年9月13日                                   | 繼任： 松平賴明   |
| 前任： 松平賴聰 | 高松松平伯爵 （第二代） 1903年10月17日－1944年9月13日                          | 繼任： 松平賴明   |
| 議會席位        |                                                                                |                   |
| 前任： 近衛文麿 | 貴族院副議長 第11任 1933年6月9日－1937年6月19日                                | 繼任： 佐佐木行忠 |
| 前任： 近衛文麿 | 貴族院議長 第10、11任 1937年6月19日－1939年7月9日 1939年7月13日－1944年9月13日 | 繼任： 德川圀順   |